# Margalit Moses
Pour les articles homonymes, voir Moses.
Margalit Berta Moses (Margalit Moshe) (Margalit Mozes), dite Margalit Moses , née en 1946 en Israël, est une israélienne, âgée de 77 ans, membre du Kibboutz Nir Oz, kidnappée par le Hamas et emmenée à Gaza durant le massacre de Nir Oz le 7 octobre 2023. Elle est libérée après 49 jours, le 30 novembre 2024[Passage contradictoire (49 jours après le 7 octobre 2023, on est le 15 novembre 2023 et non le 30 novembre 2024)], dans le cadre d'un accord de cessez-le-feu temporaire négocié par le Qatar et les États-Unis entre le Hamas et Israël.

## Biographie
Margalit Moses est née en 1946 en Israël. Elle est une triple survivante du cancer.
Margalit Moses est  membre du Kibboutz Nir Oz avec son époux  Sa’id David Moshe (Moses). Ils ont quatre enfants: Maya, Yael, Sashon, et Amos et dix petits-enfants. Elle est membre du Kibboutz depuis plus de 49 ans.
Elle est une éducatrice pendant 25 ans, puis devient trésorière de l'usine de peinture Nirlat, située au kibboutz.
Margalit Moses est une randonneuse passionnée, une ornithologue amateur et une voyageuse.

### Kidnappée par Hamas
Le 7 octobre 2023, Margalit Moses est kidnappée du Kibboutz Nir Oz par les terroristes du Hamas. Une vidéo du Hamas la filme emmenée dans une voiturette de golf. Elle est promenée dans les rues de Gaza avant d'être emmenée dans les tunnels, où elle reste pendant toute sa captivité.
Avant sa capture, assise dans l'abri anti-bombes, elle tricote. Elle entend des coups de feu. Vers 9h30, elle entend le verre se briser. Elle voit un homme en civil avec un fusil. Elle s'asseoit calmement, sans montrer de peur. Elle connait un peu l'arabe. Elle lui dit de ne pas tirer. Elle  demande un moment pour enlever sa chemise de nuit et emporter un respirateur CPAP (ventilation en pression positive continue) CPAP avec elle.
Sur le chemin de Gaza, elle se souvient de la route, 40 ans plus tôt, pour se rendre à la plage de Khan Younès. À son arrivée à Gaza, la foule des deux côtés de la route applaudit.
Elle est emmenée dans un tunnel mais a du mal à avancer à cause de ses mauvais genoux. Un des gardes se  fâche, lui enlève le respirateur CPAP, et disparait avec ses lunettes.

#### Captivité
Durant sa captivité, sans son CPAP, Margalit Moses n'arrive pas à dormir.
Margalit Moses a vaincu le cancer mais souffre de diabète et de fibromyalgie.
Elle rencontre Yahya Sinwar, le leader de Hamas dans le tunnel qui lui demande si elle le reconnait.
L'ex-époux de Margalit Moses, Gadi Moshe Mozes, âgé de 79 ans, du Kibboutz Nir Oz, est aussi un otage. Sa partenaire, Efrat Katz, âgée de 69 ans est assassinée par Hamas.

#### Libération
Margalit Moses possède une double nationalité: israélienne et allemande. Ses enfants rencontrent le chancelier fédéral d'Allemagne Olaf Scholz pour tenter d’obtenir son soutien afin de faire pression sur le Hamas pour qu’il libère les otages.
Elle est libérée après 49 jours, le 30 novembre 2024, dans le cadre d'un accord de cessez-le-feu temporaire négocié par le Qatar et les États-Unis entre le Hamas et Israël.